# Studzienice (gromada)
Studzienice – dawna gromada, czyli najmniejsza jednostka podziału terytorialnego Polskiej Rzeczypospolitej Ludowej w latach 1954–1972.
Gromady, z gromadzkimi radami narodowymi (GRN) jako organami władzy najniższego stopnia na wsi, funkcjonowały od reformy reorganizującej administrację wiejską przeprowadzonej jesienią 1954 do momentu ich zniesienia z dniem 1 stycznia 1973, tym samym wypierając organizację gminną w latach 1954–1972.
Gromadę Studzienice z siedzibą GRN w Studzienicach utworzono – jako jedną z 8759 gromad na obszarze Polski – w powiecie bytowskim w woj. koszalińskim na mocy uchwały nr 43/54 WRN w Koszalinie z dnia 5 października 1954. W skład jednostki weszły obszary dotychczasowych gromad Studzienice, Kłączno, Przewóz, Sominy, Osława-Dąbrowa i Czarna Dąbrowa ze zniesionej gminy Studzienice w tymże powiecie. Dla gromady ustalono 13 członków gromadzkiej rady narodowej.
31 grudnia 1959 do gromady Studzienice włączono wieś Półczno ze zniesionej gromady Mokrzyn w tymże powiecie.
31 grudnia 1968 do gromady Studzienice włączono wieś Skwierawy ze zniesionej gromady Nakla w tymże powiecie.
Gromada przetrwała do końca 1972 roku, czyli do kolejnej reformy gminnej. 1 stycznia 1973 w powiecie bytowskim reaktywowano gminę Studzienice.